# 岩三
岩三（1974年—），云南勐海人，布朗族，中华人民共和国政治人物、第十一届全国人民代表大会云南地区代表。
毕业于华南热作大学热作专业。担任云南省西双版纳州勐海县布朗山布朗族乡副乡长。2008年起担任全国人大代表。